# Dorfkirche Untermaßfeld

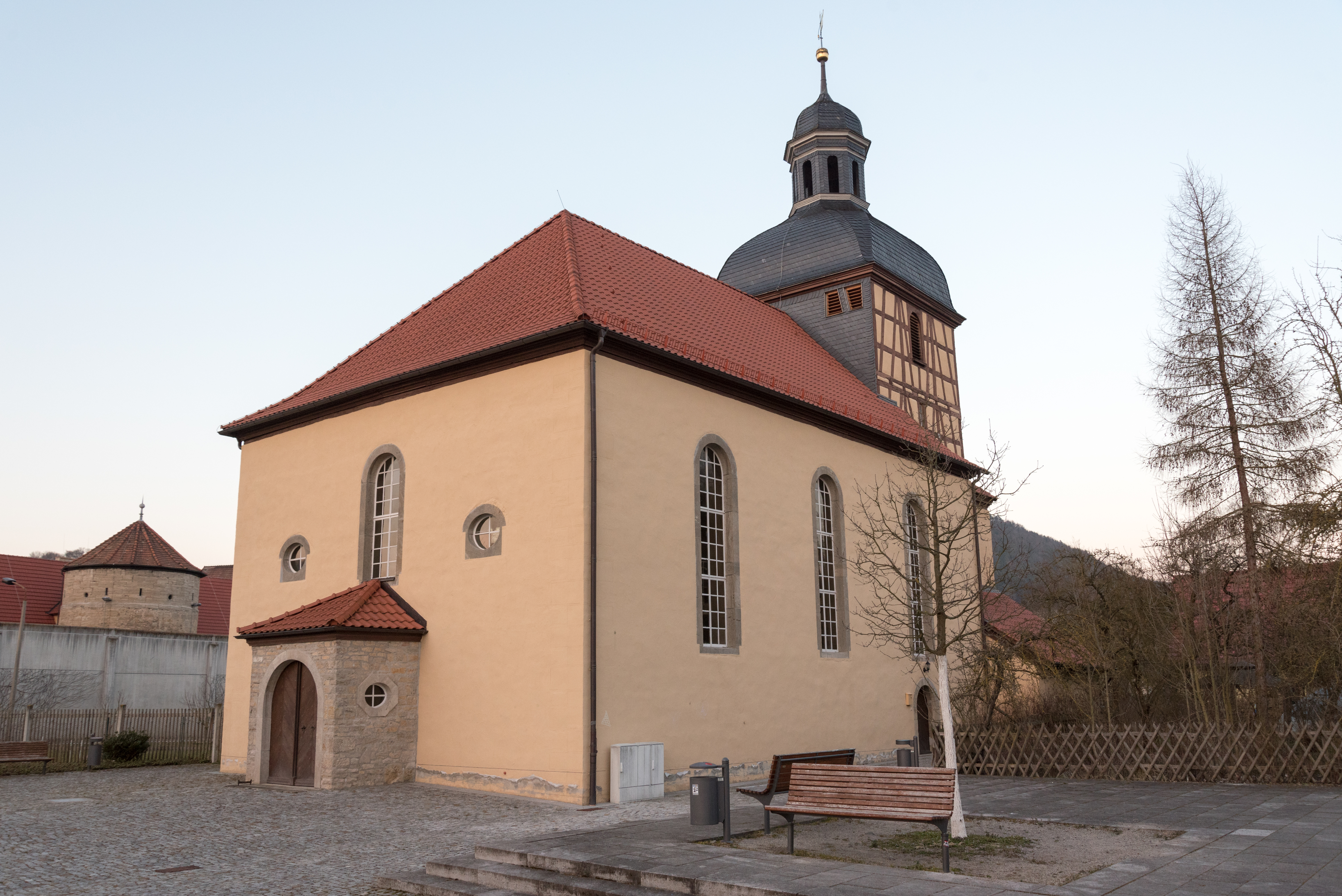
Kirche in Untermaßfeld

Die evangelisch-lutherische Dorfkirche Untermaßfeld steht in der Gemeinde Untermaßfeld im Landkreis Schmalkalden-Meiningen in Thüringen.

## Geschichte
Die Vorgängerkirche wurde im Bauernkrieg zerstört und danach gleich wieder errichtet. 1546 wurde in Untermaßfeld der evangelische Glauben eingeführt. 1639 wurde das Gotteshaus im Krieg zerstört. Nach dem Neuaufbau wurde die Kirche 1709 eingeweiht.
1938 und 1939 wurde der Innenraum nach dem ideologischen Programm der Deutschen Christen als Pilotprojekt zur Gottesfeierhalle umgestaltet. Seither dominieren die überlebensgroßen Skulpturen „Kämpfer“ und „Mutter“ den Kirchenraum.